# Młoda kobieta podczas toalety
Młoda kobieta podczas toalety – portret renesansowego włoskiego malarza Tycjana.
Jeden z pierwszych portretów Tycjana przedstawiający i hołdujący urodzie kobiety. Portret jest wstępem do późniejszych portretów kobiet. Obraz początkowo posiadał inne tytuły: Tycjan i jego kochanka lub Alfonso d'Este i Laura Dianti. Tycjan przedstawił młoda dziewczynę podczas toalety. Jej postać - twarz i dekolt jest jasno oświetlona. Z jasną cerą i biela sukni kontrastuje czerń sukni wierzchniej. W ciemnościach po lewej stronie stoi postać mężczyzny (kochanka) podtrzymującego dwa lustra. Jego postać jak i lustro ma akcentować postać kobiety będącej w centrum obrazu.